# Nasuconia yasuni
Nasuconia yasuni (лат.) — вид горбаток рода Nasuconia из подсемейства Darninae (Membracidae). Неотропика: Эквадор.

## Описание
Мелкие равнокрылые насекомые (длина около 5 мм). Характеризуется следующими признаками: (1) преапикальная область заднего пронотального отростка увеличена с двумя коническими бугорками; (2) при дорсальном виде постеролатеральная область, проецируемая латерально, не выходит за пределы плечевых углов; (3) поперечная жилка s присутствует; (4) стилус с дорсоапикально острым краем; (5) переднеспинка густо опушена, без приподнятых продольных линий или утолщений. Голова, переднеспинка и ноги коричневые, контрастируют с рассеянными пунктированными жёлтыми участками на вершине переднеспинки.